# Dequede (Adelsgeschlecht)
Dequede, auch Degwede, Deckwede oder de Quede, ist der Name eines ursprünglich altmärkischen Adelsgeschlechts.

## Geschichte
Das Geschlecht entlehnt seinen Namen dem altmärkischen Stammgut Dequede. Im Jahr 1272 werden die Dequede erstmals urkundlich als altmärkisches Rittergeschlecht genannt. Seit den 1330er-Jahren wurde die Familie im Kreis Osterburg als Lehnsnehmer urkundlich genannt. Seit 1371 traten sie als Afterlehenleute der Herren von Alvensleben auf. Später konnten sich die Dequede auch ins Havelland ausbreiten. Zahlreiche Angehörige bestritten in der preußischen Armee eine Offizierslaufbahn.

## Angehörige
- Reiner von Dequede, († 1322) Bischof des Bistums Havelberg[3]
- Balzer von Dequede († 1662), brandenburgischer Hof- und Kammergerichtsrat[4]
- Georg Werner von Dequede († 1757), war preußischer Major und Generaladjutant des Prinzen von Preußen.

Die Zugehörigkeit des Vizelandmeisters des Deutschen Ordens in Preußen Ludwig von Queden († nach 1250) zur Familie Dequede ist umstritten.

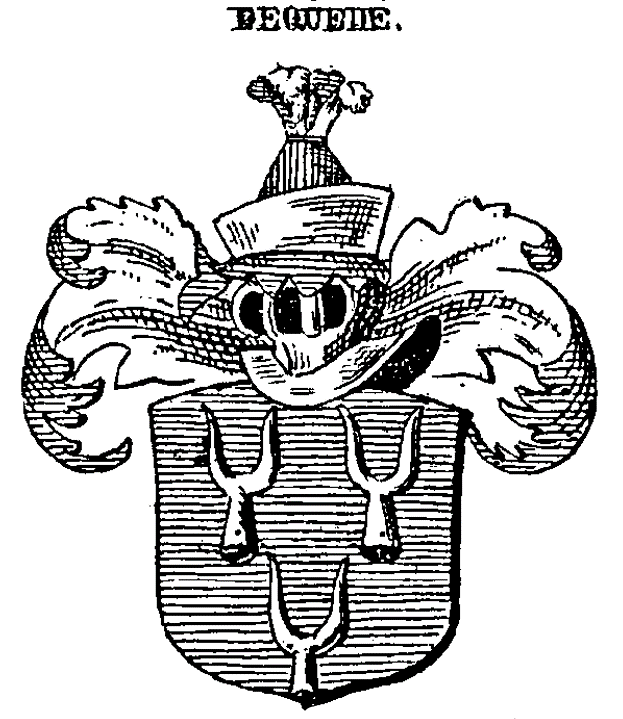
Wappenvariante derer von Dequede

## Wappen
Das Wappen zeigt in Blau drei (2:1) doppelzinkige silberne Gabeln ohne Stiele. Auf dem Helm mit blau-silbernen Decken sieben von Schwarz und Silber wechselnde Straußenfedern. Eine Wappenvariante zeigt als Helmzier einen silber-gestülpten roten Hut, mit vier blauen und silbernen Federn besteckt.